# Sharon Wild
Pour les articles homonymes, voir Wild.
Sharon Wild, née Šárka Matrasová le 4 avril 1979, est une actrice pornographique tchèque.

## Biographie
Elle débute dans le X en 1999 et s'installe aux USA en 2003. Sharon Wild devient une star quand elle joue pour divers studios comme Elegant Angel, Vivid, Wicked Pictures, Zero Tolerance Entertainment, Ninn Worx, Platinum X Pictures ... jusqu'en 2008 où elle met fin à sa carrière.
Sharon Wild signe un contrat avec "Forbidden Novelties" pour produire un jouet sexuel à son image.

## Récompenses et nominations
Récompenses en 2003
- XRCO Award de la Group Sex Scene dans "The Fashionistas" (avec Friday, Taylor St. Clair & Rocco Siffredi),
- AVN Award de la Best Group Sex Scene dans le même film.

Nominations
- 2006 : 
  - AVN Award de la Best Oral Sex Scene dans "The Bitches" (2005),
  - AVN Award de la Best Solo Sex Scene dans "Sold" (2005) ;
- 2005 : AVN Award de la Best Sex Scene anal dans "F to the A" (2004) ;
- 2003 : AVN Award de la Best Group Sex Scene dans "Take 5" (2002).

## Filmographie sélective
- Lewd Conduct 9 (2000)
- Gag Factor 6 (2001)
- 5 Guy Cream Pie 1 (2002)
- All About Anal 1 (2004)
- Becoming Georgia Adair 2 (2004)
- Black in the Blondes 1 (2004)
- F To The A (2004)
- Fine Ass Babes 3 (2004)
- Grand Theft Anal 4 (2004)
- Lex Steele XX 4 (2004)
- Taboo 21 (2004)
- Welcome To The Valley 3 (2004)
- Wet Dreamz (2004)
- Ass Fuck 1 (2005)
- Gangbang Squad 5 (2005)
- Kick Ass Chicks 19: Sharon Wild (2005)
- Les Bitches (2005)
- Ass Fantasies (2006)
- Blonde Eye for the Black Guy 3 (2007)